# Joe Gomez
Joseph David Gomez známý jako Joe Gomez (* 23. května 1997 Catford, Londýn) je anglický profesionální fotbalista, hrající na pozici středního obránce za Liverpool i za anglickou fotbalovou reprezentaci.
Svoji kariéru započal v Charltonu Athletic, kde se ve svých 17 letech dostal do prvního mužstva. Po odehrání jedné sezóny odešel v červnu 2015 do prvoligového Liverpoolu. Když se dostal do základní sestavy, dostavily se u něho zdravotní problémy, přesto se objevil ve finále Ligy mistrů 2019, kde klubu pomohl získat vítězství v Lize mistrů UEFA. Hrál i ve finále Mistrovství světa klubů 2019 za Liverpool, který vyhrál soutěž poprvé v historii. Byl klíčovým hráčem týmu, který vyhrál Premier League 2019/20, první ligový titul klubu za 30 let.
Reprezentoval Anglii ve všech mládežnických úrovních a odehrál každou minutu na Mistrovství Evropy do 17 let v roce 2014, kde Anglie vyhrála. V listopadu 2017 debutoval v anglické fotbalové reprezentaci.

## Klubová kariéra

### Charlton Athletic

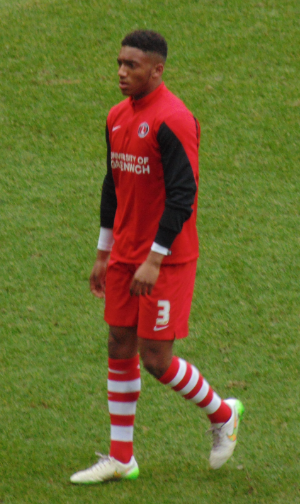
Gomez v dresu Charltonu Athletic v roce 2015

Narodil se v Catfordu, jedné ze čtvrtí Londýna, gambijskému otci a anglické matce. V deseti letech se připojil k akademii Charltonu Athletic a v týmu do 18 let poprvé hrál v 13 letech. Navzdory silnému zájmu ostatních klubů Gomez podepsal svou první profesionální smlouvu s Charltonem v říjnu 2014. Jeho seniorského debutu se dočkal v zápasu Anglického ligového poháru pod manažerem Bobem Peetersem při vítězství 4:0 nad Colchesterem United dne 12. srpna 2014, odehrál celých 90 minut jako pravý obránce. O týden později debutoval i v lize v domácím zápase proti Derby County v Championship. V jeho jediné sezóně za Charlton odehrál celkem 24 zápasů, a to jak na pozici pravého obránce, tak jako na pozici stopera.

### Liverpool

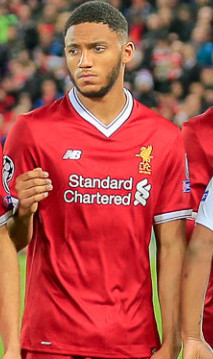
Gomez před zápasem Liverpoolu (2017)

Dne 20. června 2015 přestoupil do Liverpoolu, hrající anglickou Premier League, za 3,5 milionu GBP. Gomez zde podepsal pětiletou smlouvu. Svůj debut odehrál proti Stoke City 9. srpna, odehrál celý zápas jako pravý obránce a v 86. minutě asistoval Philippemu Coutinhovi při jeho vítězném gólu. Dne 13. října 2015 utrpěl během zápasu v anglické U21 zranění předního zkříženého vazu, které neumožnilo hrát a tak předčasně ukončil sezónu. Až o rok později, 13. října 2016 se vrátil k tréninkům prvního týmu. V zápase se objevil 13. listopadu, když odehrál 45 minut v přátelském zápasu proti Accringtonu.
8. ledna 2017 poprvé nastoupil do soutěžního zápasu prvního týmu od zranění v zápase FA Cupu proti Plymouthu Argyle.

#### Sezóna 2017/18
Dne 23. srpna 2017 debutoval v evropských pohárech při vítězství 4:2 nad Hoffenheimem v Lize mistrů UEFA. Díky zranění Nathaniela Clyna se dostal na pravý kraj obrany v první polovině sezóny; dokonce startoval v zápasech proti Arsenalu a Manchesteru United; proti londýnskému celku asistoval při prvním gólu při vítězství 4:0 a za jeho výkon proti United získal obdiv fanoušků.
Na konci března 2018 bylo potvrzeno, že bude chybět v dalších několika zápasech v důsledku utrpení zranění během mezinárodního přátelského zápasu. V květnu 2018 podstoupil operaci kotníku, přičemž Liverpool potvrdil prostřednictvím svých oficiálních webových stránek, že neodehraje poslední zápasy sezony, včetně finále Ligy mistrů. Celkově Gomez odehrál během sezóny zápasů 31 za Liverpool.

#### Sezóna 2018/19
V důsledku zranění pravidelných stoperů Dejana Lovrena a Joëla Matipa se stal opět součástí základní sestavy v prvních zápasech sezony spolu s Virgilem van Dijkem. Během úvodní poloviny sezóny pokračoval na pozici středního obránce, ale v prosinci utrpěl zlomeninu nohy po souboji s obráncem Burnley Benem Meeem. V únoru následujícího roku podstoupil chirurgický zákrok, který měl po zranění zajistit rychlejší návrat k reprezentaci. V dubnu se opět dostal na hřiště ve finále Ligy Mistrů, když nastoupil jako náhradník. Po výhře 2:0 nad Tottenhamem se mohl s týmem radovat ze zisku trofeje.

#### Sezóna 2019/20
Následující sezónu zahájil pouhým zastupováním Joela Matipa, který se stal součástí základní sestavy po boku Virgila van Dijka během jeho zranění v předchozí sezóně. Gomez se tak ocitl zpátky v startovní sestavě po zranění Matipa. V průběhu zimních měsíců získal pochvalu po dobrých výkonech, když pomohl Liverpoolu ještě zvýraznit jednoznačné vedení na vrcholu tabulky Premier League před Manchesterem City. Sezóna byla dočasně pozastavena mezi březnem a červnem kvůli vypuknutí pandemii covidu-19, po které pomohl Liverpoolu získat první ligový titul za 30 let.

## Reprezentační kariéra

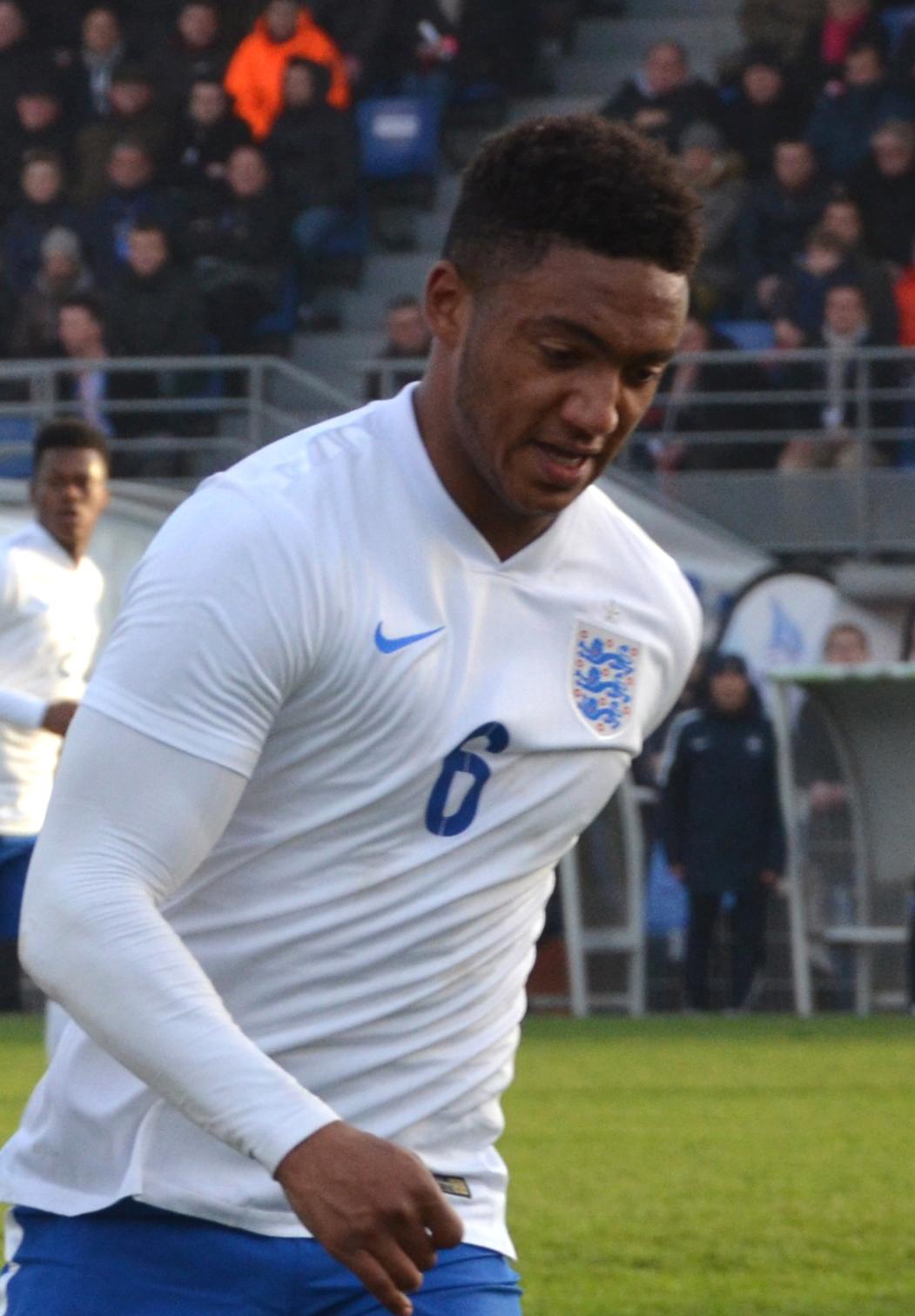
Gomez hrající za mládežnickou reprezentaci (2015)

Anglii reprezentoval ve výběrech hráčů do 16, 17 a 19 let. V květnu 2014 byl součástí týmu, který vyhrál Mistrovství Evropy do 17 let 2014 na Maltě, kde odehrál všech pět anglických zápasů a byl součástí týmu turnaje podle UEFA.
Dne 25. srpna 2015 dostal první pozvánku k zápasu týmu do 21 let. 30. srpna 2017 se stal kapitánem anglického mládežnického výběru do 21 před kvalifikací na Mistrovství Evropy do 21 let.
První pozvánku do anglické fotbalové reprezentace dostal v listopadu 2017. V přátelském zápase proti Německu debutoval na stadionu Wembley, když nahradil Phila Jonese. V následujícím zápase získal ocenění pro hráče zápasu za svůj výkon proti Brazílii.

## Osobní život
V roce 2014 se seznámil s přítelkyní Tamarou v autobuse na cestě do školy. Žijí společně ve čtvrti Formby na okraji Liverpoolu. V roce 2018 se jim narodil syn Kyrie. Je bratrancem Muhammada Faala, který je také profesionální fotbalista, v současnosti hrající za Bolton Wanderers.

## Statistiky

### Klubové
K zápasu odehranému 22. července 2020
| Klub              | Sezóna  | Liga           | Liga   | Liga | Pohár  | Pohár | Ligový pohár | Ligový pohár | Evropské poháry | Evropské poháry | Ostatní | Ostatní | Celkem | Celkem |
| Klub              | Sezóna  | Liga           | Zápasy | Góly | Zápasy | Góly  | Zápasy       | Góly         | Zápasy          | Góly            | Zápasy  | Góly    | Zápasy | Góly   |
| ----------------- | ------- | -------------- | ------ | ---- | ------ | ----- | ------------ | ------------ | --------------- | --------------- | ------- | ------- | ------ | ------ |
| Charlton Athletic | 2014/15 | Championship   | 21     | 0    | 1      | 0     | 2            | 0            | —               | —               | —       | —       | 24     | 0      |
| Liverpool         | 2015/16 | Premier League | 5      | 0    | 0      | 0     | 0            | 0            | 2               | 0               | —       | —       | 7      | 0      |
| Liverpool         | 2016/17 | Premier League | 0      | 0    | 3      | 0     | 0            | 0            | —               | —               | —       | —       | 3      | 0      |
| Liverpool         | 2017/18 | Premier League | 23     | 0    | 1      | 0     | 1            | 0            | 6               | 0               | —       | —       | 31     | 0      |
| Liverpool         | 2018/19 | Premier League | 16     | 0    | 0      | 0     | 0            | 0            | 9               | 0               | —       | —       | 25     | 0      |
| Liverpool         | 2019/20 | Premier League | 27     | 0    | 2      | 0     | 2            | 0            | 7               | 0               | 4       | 0       | 42     | 0      |
| Liverpool         | Celkem  | Celkem         | 71     | 0    | 6      | 0     | 3            | 0            | 24              | 0               | 4       | 0       | 108    | 0      |
| Celkem            | Celkem  | Celkem         | 92     | 0    | 7      | 0     | 5            | 0            | 24              | 0               | 4       | 0       | 132    | 0      |

### Reprezentační
K zápasu odehranému 14. listopadu 2019
| Reprezentace | Rok    | Zápasy | Góly |
| ------------ | ------ | ------ | ---- |
| Anglie       | 2017   | 2      | 0    |
| Anglie       | 2018   | 4      | 0    |
| Anglie       | 2019   | 2      | 0    |
| Celkem       | Celkem | 8      | 0    |

## Ocenění
Liverpool
- Premier League: 2019/20
- Liga Mistrů UEFA: 2018/19
- Superpohár UEFA: 2019
- Mistrovství světa klubů: 2019

Anglie U17
- Mistrovství Evropy do 17 let: 2014